# Senetea, Harghita
Senetea (maghiară Szenéte) este un sat în comuna Suseni din județul Harghita, Transilvania, România.
 Acest articol despre o localitate din județul Harghita este deocamdată un ciot. Puteți ajuta Wikipedia prin completarea lui.